# 少佐と少女
『少佐と少女』（しょうさとしょうじょ、The Major and the Minor）は、1942年のアメリカ合衆国のコメディ映画。ビリー・ワイルダーのアメリカでの初監督作品で、出演はジンジャー・ロジャースとレイ・ミランドなど。エドワード・チャイルズ・カーペンターの1923年の戯曲『Connie Goes Home』を原作としている。日本では劇場未公開。

## ストーリー
スーザンはニューヨークで頭皮マッサージ師として生活をしていたのだが客からセクハラを受けて都会生活に失望し、仕事を辞めて故郷へ帰ることにする。しかし、わずかな貯金を使って帰りの列車の切符を買おうとするも料金が値上がりしていた。そこで彼女は12歳の少女・スースーに変装し、料金を半額で済まそうとする。しかし、列車に乗り込んだまではよかったものの、あえなく車掌に正体を見破られてしまう。スーザンはとっさに列車の個室に逃げ込むのだが、そこで一人の陸軍少佐と出会う。少佐はスーザンが少女であると信じて匿うが、途中で少佐の婚約者パメラに見つかる。
可哀想な身の上の少女だと信じたパメラはスーザンを自宅に泊めるが、パメラの妹ルーシーはスーザンが大人であることを見破り、秘密を共有することでルーシーとスーザンは仲良くなる。周囲の男子学生の注目を集めるスーザンを見て少佐もスーザンが気になりはじめ、スーザンも少佐に心ときめかす。ルーシーから、少佐は戦地に行きたがっているが、パメラの反対で士官学校に留まっていることを知ったスーザンは、パメラになりすまして上官に電話をし、従軍を希望していることを伝える。
スーザンは自宅に戻り、母と暮らしはじめる。ある日、少佐から、従軍の途中に妹からのプレゼントを届けたいから立ち寄っていいか、という電話を受け、スーザンは母親に化けてそれを受け取るが、少佐がパメラと別れたことを知り、本当の自分に戻って少佐のもとに駆け付ける。大人であることを知った少佐はスーザンと口付けを交わす。

## キャスト
- スーザン・アップルゲイト: ジンジャー・ロジャース
- フィリップ・カービー陸軍少佐: レイ・ミランド
- パメラ・ヒル: リタ・ジョンソン（英語版） - フィリップの婚約者。
- ルーシー・ヒル: ダイアナ・リン（英語版） - パメラの妹。
- オリヴァー・スレイター・ヒル大佐: エドワード・フィールディング（英語版）
- アルバート・オズボーン: ロバート・ベンチリー